# Victoria Cup 2009
La 2° Victoria Cup è stata messa in palio fra gli svizzeri dello ZSC Lions e i Chicago Blackhawks.
Come l'edizione 2008 si è disputata in Svizzera, ma all'Hallenstadion di Zurigo invece che a Berna.
La Victoria Cup è stata vinta dai Zurigo Lions che diventando così la prima compagine europea a vincere la coppa.

## Contendenti

### ZSC Lions
Gli ZSC Lions sono i vincitori della prima edizione della Champions Hockey League. In finale avevano battuto i russi del Metallurg Magnitogorsk, squadra che partecipò all'edizione inaugurale del 2008.

### Chicago Blackhawks
I Chicago Blackhawks sono la compagine scelta dalla NHL il 10 maggio 2009 per difendere la Coppa conquistata dai New York Rangers nell'edizione inaugurale. I Blackhawks sono stati fondati nel 1926 e fanno parte delle "Original Six" cioè delle prime 6 compagini della NHL.

## Formula
Anche la formula non è cambiata: scontro in gara unica, preceduto, il giorno prima, da un'amichevole tra la squadra nordamericana ed una squadra del paese ospitante, per questa edizione l'HC Davos, il quale, vincendo la scorsa stagione hokeyistica (l'inverno tra il 2014-2015), divenne l'attuale campione svizzero oggi in carica.

## Riassunto partita
| | Chicago Blackhawks | – referto | ZSC Lions |  |
| \| \| \| \| \| C. Barker (P. Sharp) 06:13 \| Marcatori \| 12:25 P. Bärtschi (T. Monnet, A. Signoretti) 34:44 L. Grauwiler (C. Bühler) \| \| P. Sharp (Carica alla balaustra) 15:17 2 min D. Byfuglien (Eccessiva durezza) 29:34 2 min D. Byfuglien (Colpo di bastone) 49:43 2 min J. Skille (Equipaggiamento non conforme) 53:16 2 min D. Bolland (Carica alla balaustra) 54:19 2 min B. Seabrook (Aggancio) 56:46 TR \| Penalità \| 2 min 02:53 D. Pittis (Ostruzione) 2 min 14:11 D. Pittis (Aggancio) 2 min 14:11 B. Down (Aggancio) 2 min 29:34 M. Seger (Eccessiva durezza) 2 min 37:32 JG Trudel (Aggancio) 2 min 48:28 T. Monnet (Colpo di bastone) 2 min 54:04 M. Bastl (Aggancio) \| |                    | |           |  |
| |                    | |           |  |
| C. Barker (P. Sharp) 06:13 | Marcatori          | 12:25 P. Bärtschi (T. Monnet, A. Signoretti) 34:44 L. Grauwiler (C. Bühler) |           |  |
| P. Sharp (Carica alla balaustra) 15:17 2 min D. Byfuglien (Eccessiva durezza) 29:34 2 min D. Byfuglien (Colpo di bastone) 49:43 2 min J. Skille (Equipaggiamento non conforme) 53:16 2 min D. Bolland (Carica alla balaustra) 54:19 2 min B. Seabrook (Aggancio) 56:46 TR | Penalità           | 2 min 02:53 D. Pittis (Ostruzione) 2 min 14:11 D. Pittis (Aggancio) 2 min 14:11 B. Down (Aggancio) 2 min 29:34 M. Seger (Eccessiva durezza) 2 min 37:32 JG Trudel (Aggancio) 2 min 48:28 T. Monnet (Colpo di bastone) 2 min 54:04 M. Bastl (Aggancio) |           |  |

## Roster della squadra vincitrice
| Vincitori della Victoria Cup ZSC Lions | Portieri: Ari Sulander, Lukas Flueler Difensori: Radoslav Suchý, Philippe Schelling, Mathias Seger - C, Daniel Schnyder, Corey Potter, Patrick Geering, André Signoretti, Andri Stoffel Attaccanti: Mark Bastl, Jean-Guy Trudel, Jan Alston, Ryan Gardner- A, Thibaut Monnet - A, Patrik Bärtschi, Blaine Down, Cyrill Buhler, Lukas Grauwiler, Oliver Kamber, Domenico Pittis, Aleksei Krutov, Peter Sejna, Adrian Wichser Allenatore: Sean Simpson |

## Amichevole
| Zurigo 28 settembre 2009, ore 20:15 (UTC+1) | HC Davos | 2 – 9 (0:3, 1:2, 1:4) Referto referto | Chicago Blackhawks | Hallenstadion (7 252 spett.) |